# Las Huérfanas

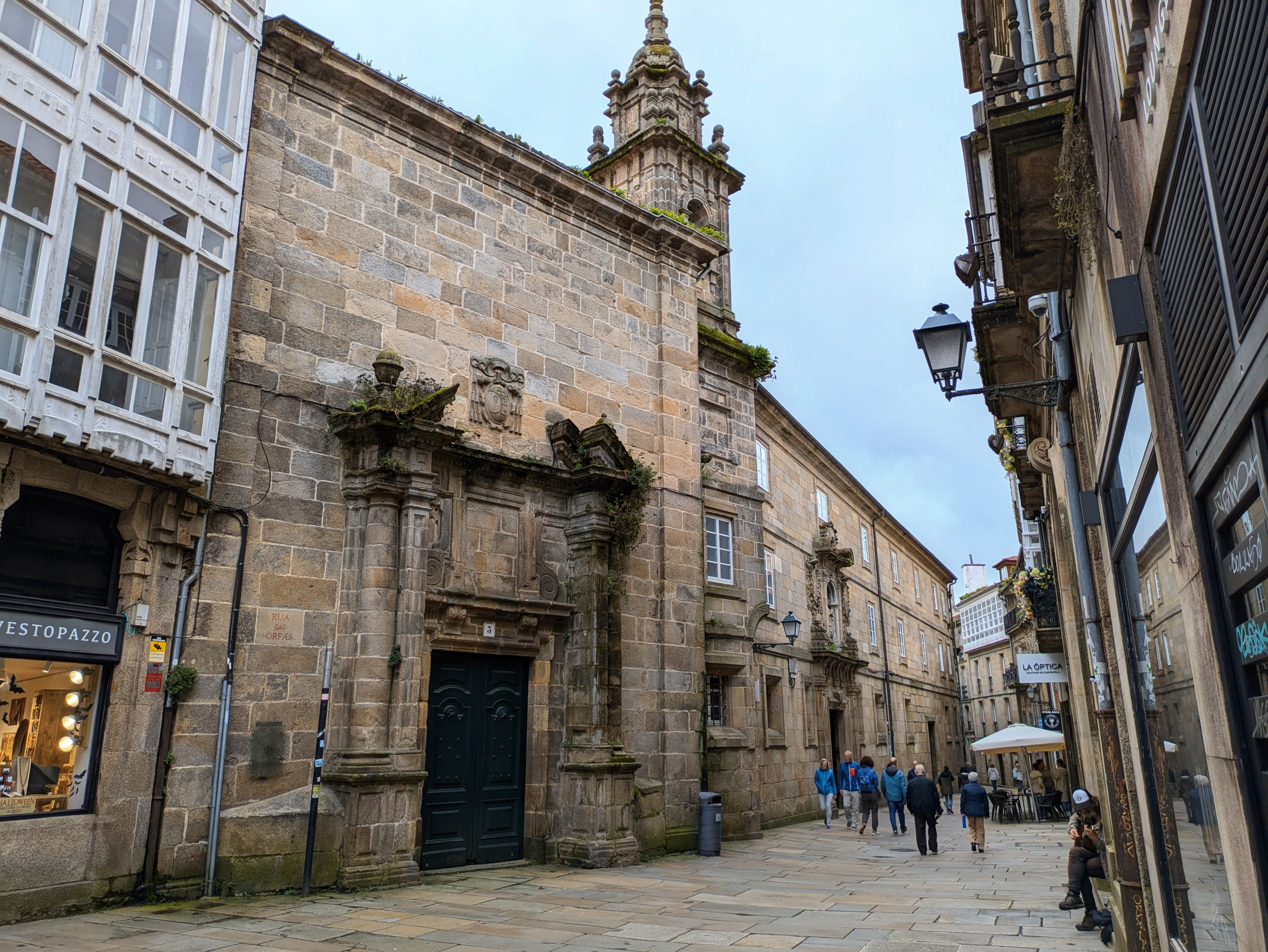
Exterior del edificio

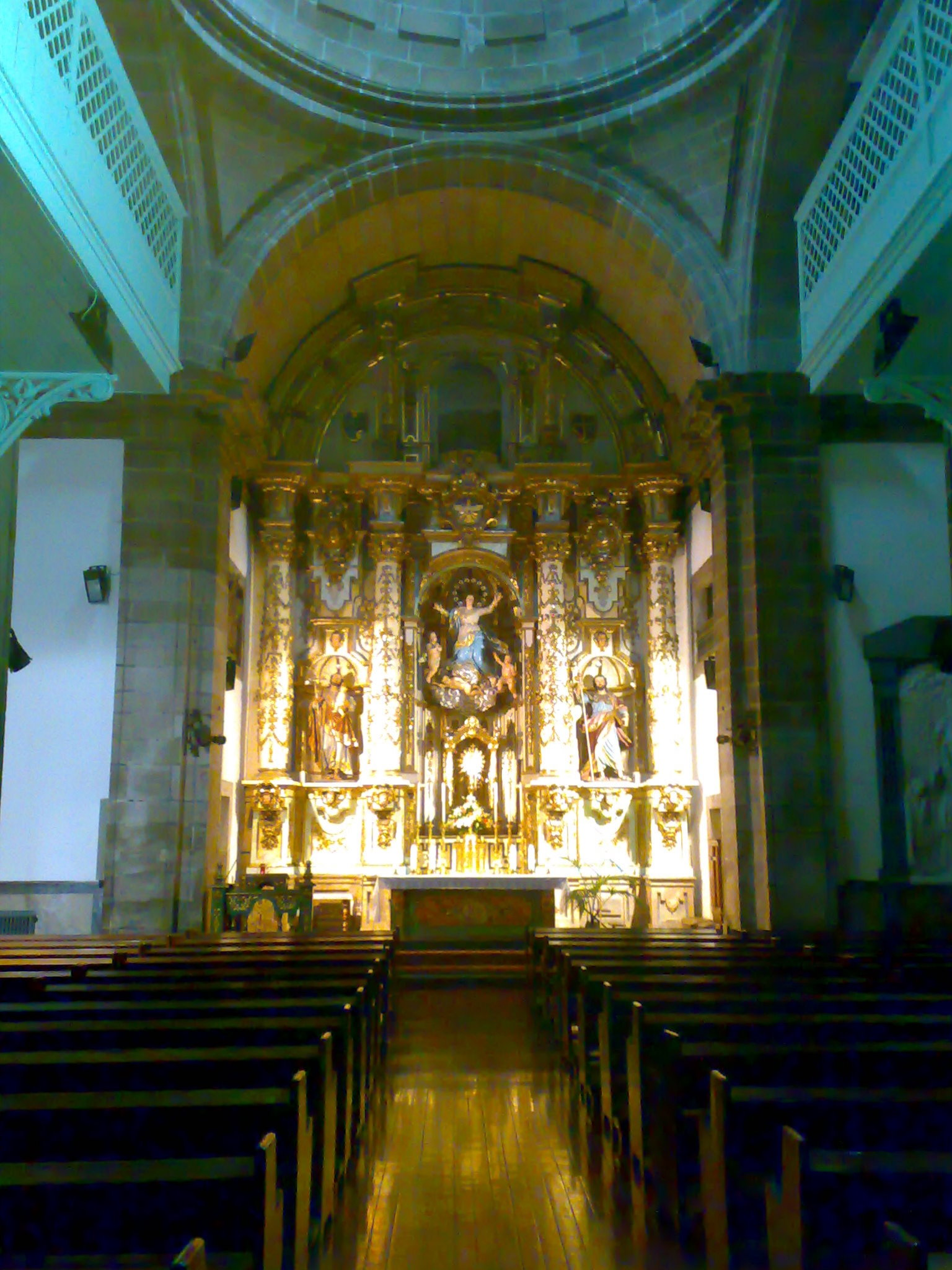
Interior de la iglesia

El conjunto arquitectónico de Las Huérfanas (en gallego, As Orfas) es un grupo de edificios de estilo barroco situado en Santiago de Compostela. El conjunto se localiza en el número 5 de la calle de Las Huérfanas, en la parte oriental de la ciudad vieja, y está formado por un convento, una iglesia y un colegio, que fueron construidos a comienzos del siglo XVII para dar alojamiento y educación a las niñas desamparadas de la ciudad. Su impulsor fue arzobispo Sanclemente, y posteriormente fue modificado por Domingo de Andrade y Fernando de Casas Novoa. 
La iglesia fue construida posteriormente, en el año 1671, por Melchor de Velasco Agüero. En su interior alberga un altar mayor de estilo rococó, hecho por Francisco de Lens, en el que destaca una imagen de la Inmaculada obra de José Gambino, ubicada entre San José y Santiago, hecha en 1756.
En la actualidad, el convento es la sede del Colexio Nosa Señora dos Remedios ("Colegio Nuestra Señora de los Remedios"), si bien popularmente sigue siendo llamado As Orfas. Por su parte, la iglesia está abierta todos los días y se ofician misas de culto católico diariamente. En 2015, en la aprobación por la Unesco de la ampliación del Camino de Santiago en España a «Caminos de Santiago de Compostela: Camino francés y Caminos del Norte de España», España envió como documentación un «Inventario Retrospectivo - Elementos Asociados» (Retrospective Inventory - Associated Components) en el que en el n.º 929 figura la escuela de as Orfas.